# Красные Выселки (Воронежская область)
Красные Выселки — опустевший посёлок в Терновском районе Воронежской области России.
Входит в состав Алешковского сельского поселения.

## География
Протекает р.Мокрый Карачан.

## Население
| 2010 |
| ---- |
| 0    |